# Semtex
A Semtex egy nagy erejű plasztik robbanószer (plasztikbomba) fantázianeve (védjegye). A robbanószert az 1960-as évek végén fejlesztették ki Csehszlovákiában. A Semtexet először a VCHZ Synthesia, majd 1988 után az Explosia a.s. gyártotta brnói üzemében, a mai Csehország területén.

## A név eredete
- A SEMTEX nem köznév, hanem az Explosia a.s. (Pardubice-Semtín) cég nemzetközi védjegye, ami – többek között – Magyarországon is oltalom alatt áll.[2]

## Felhasználása
A Semtex sokoldalú robbanószer, amelyet főleg az alábbi területen alkalmaznak:
- ipari felhasználás (bányaipar, építmények bontása, fémek erősítése)
- katonai felhasználás (földi vagy tengeri akna)
- terrorizmus (1991 óta a termelés mennyisége minimális és a terméket olyan kémiai anyaggal keverik, ami megkönnyíti a felderítését például repülőtereken)

A Semtexet meglehetősen nehéz volt azelőtt felderíteni, hogy a jellegzetes kémiai ujjlenyomatát fel nem ismerték. Ebből az okból ezt az anyagot több robbantásos merényletben is használták, ami tovább növelte népszerűségét. Nagyjából 250 grammnyi robbanóanyag elég egy nagyméretű repülőgép törzsének elpusztításához. 1988-ban a lockerbie-i katasztrófa során egy Boeing 747-es repülőgépet semmisítettek meg, a líbiai merénylők későbbi vallomása szerint kb. 312 gramm használatával. A robbanóanyagot a gép elején helyezték el, egy bőröndbe zárt dobozban. A gép a bomba robbanásakor nagy magasságban repült, és a robbanás illetve a robbanást követő légnyomás-különbség darabokra szaggatta a gépet.

## Összetevői
A Semtexnek két fajtája létezik:
- A típus, melyet a bontáshoz, romboláshoz használnak
- H vagy SE típus, melyet a fémiparban használnak fémek erősítésére, rögzítésére

| Összetevők          | Semtex A                           | Semtex H                           |
| ------------------- | ---------------------------------- | ---------------------------------- |
| Nitropenta (PETN)   | 94,3%                              | 49,8%                              |
| Hexogén (RDX)       | 5,7%                               | 50,2%                              |
| Színezék            | szudán IV (skarlátvörös)           | szudán I (okkersárga)              |
| Antioxidáns         | N-fenil-2-naftilamin               | N-fenil-2-naftilamin               |
| Plasztifikáló anyag | di-n-oktil ftalát, tributil-citrát | di-n-oktil ftalát, tributil-citrát |
| Kötőanyag           | sztirol-butadién, gumi             | sztirol-butadién, gumi             |

## Gyártása
A robbanószert csehországi Pardubice város Semtín külvárosáról nevezték el; itt gyártották először. Az anyagot 1966-ban Stanislav Brebera vegyész találta fel , aki a VCHZ Synthesia vegyigyárban dolgozott. A többi plasztik robbanóanyaghoz, például a C4 családhoz hasonlóan a Semtexet nem csak a jó formázhatósága, hanem a hő- és vízálló tulajdonságai miatt is kedvelték.
A Semtexet nagy mennyiségben exportálták baráti országokba, többek között Vietnámba és Líbiába. 1974 és 1981 között Csehszlovákiában 690 tonna Semtexet gyártottak líbiai exportra. Az Omnipol állami fegyverkereskedelmi vállalat hivatalos exportja mellett több terroristacsoport is szerzett Semtexet. Egyes meg nem nevezett szakértők szerint a világon eddig eladott Semtex-állomány akár 40 000 tonna is lehet.
Semtexet használt emellett több észak-írországi terroristacsoport, mint például az IRA (ahova Líbia ingyen szállított az általa megvásárolt mennyiségből), illetve számos közel-keleti iszlám radikális terrorista sejt is. A terrorcselekményekkel szoros kapcsolatba hozott márkanév miatt a Semtex exportja egyre csökkenő tendenciát mutat – 2001-ben már csak évi 10 tonna Semtexet gyártottak, főleg belföldi használatra. 2002 óta a gyártást a cseh kormány felügyeli.
A nemzetközi nyomás hatására a gyártó a Semtexhez etilénglikol-dinitrátot kever. Ez a robbanóanyag a nitroglicerinhez hasonló vegyi ujjlenyomattal rendelkezik, így a gőzök megkönnyítik a semtex felderítését.
A vegyészek emellett megpróbálták a Semtex húszéves élettartamát lecsökkenteni, hogy pár év után használhatatlanná váljék, ám ezt a tulajdonságot nehéz a gyártásban megvalósítani. A közismeret ellenére a Semtexnek nem végtelen az élettartama, de megfelelő körülmények között tárolva több éven át felhasználható marad, ahogy például ez a líbiai arzenállal is történt. A gyártó szerint azonban az afrikai magas hőmérséklet miatt a Semtex megkeményedik, majd szétporlad.
1997. május 25-én a Semtex gyártásában részt vevő egyik vegyész, Bohumil Šole a testére rögzített anyaggal felrobbantotta magát a csehországi Jeseník üdülőjében, ahová depressziójának kezelésére utalták be. Bohumil Šole depressziója egy 60-as évekbeli robbanásos sérülés után alakult ki.